# کالوشمین
کالوشِمیِن (به مجاری:  Kállósemjén) یک منطقهٔ مسکونی در مجارستان است که در ناحیه نادی‌کالو واقع شده‌است. کالوشمین ۵۴٫۵۲ کیلومتر مربع مساحت و ۳٬۵۳۷ نفر جمعیت دارد.